# Gibberula modica
Gibberula modica là một loài ốc biển nhỏ, là động vật thân mềm chân bụng sống ở biển trong họ Cystiscidae, (trước đây xếp vào họ Marginellidae).

## Phân bố
Đây là loài đặc hữu của São Tomé và Príncipe.